# Лаг (сын Птолемея I Сотера)
Лаг (др.-греч. Λάγος) — сын первого царя эллинистического Египта Птолемея I Сотера.

## Биография
Согласно Афинею, Лаг родился от связи Птолемея I с афинской гетерой Таис. В XIX веке и начале XX века в научных кругах получило широкое распространение мнение, что у Таис был единственный сын Леонтиск, имевший прозвище «Лаг» («Заяц»). Эта концепция, принадлежавшая М. Штраку, поддерживалась такими учёными как К. Белох, Э. Бивен, О. Буше-Леклерк. Однако после обнаружения надписи с перечнем победителей Ликейских игр 308 года до н. э., среди которых фигурирует «Лаг, сын Птолемея, македонянин», положение изменилось. В то же время возникла проблема, связанная с установлением старшинства сыновей Таис. Приведённый древнегреческим писателем порядок перечисления имён мог означать, что первым родился Леонтиск. Но в то время существовала традиция именно старшего из сыновей наделять именем деда по мужской линии, а отцом Птолемея многими считался Лаг. Поэтому, по предположению Свенцицкой И. С., «Лаг был первенцем Птолемея, официально им признанным». Исследовательница в связи с этим отмечала, что отпрыски первого эллинистического правителя Египта носили разные имена, в том числе иногда повторяющиеся, но в честь деда был назван только сын Таис.
В любом случае, по всей видимости, оба брата родились в последние годы жизни Александра Македонского, так как к 308 году до н. э. юный Лаг уже достиг возраста, позволявшего ему принять участие в гонке колесниц. Возможно, что сын сопровождал отца в военной экспедиции, в ходе которой Птолемей старался закрепиться на юге Греции. Зелинский А. Л. отмечал, что участие юного Лага в священных играх может подтверждать наличие официальных отношений между его родителями, так как в ином случае он не был бы допущен к подобного рода состязаниям.
Скорее всего, отношения Лага со своим младшим сводным братом Птолемеем II не были враждебными. В любом случае, его имя не называется Павсанием, когда он перечисляет казнённых Птолемеем ближайших родственников. Помимо этого Птолемей одобрительно отнесся к «Гимну к Зевсу» поэта Каллимаха, в котором прозвучала не критская, более распространённая, версия рождения повелителя богов, а значительно менее известная ликейская. Также некоторые современные учёные высказали предположение, что существовавший в Александрии ипподром «Лагейон» мог быть назван в честь старшего брата Птолемея II. Возможно, что дети Таис казались их сводному брату неопасными, так как не могли рассчитывать на египетский престол.